# Maren Mjelde
Maren Mjelde, née le 6 novembre 1989 à Bergen, est une footballeuse internationale norvégienne, qui joue au poste de défenseure.

## Carrière

### Carrière en club
Maren Mjelde joue successivement dans les clubs suivants : Arna-Bjørnar, 1. FFC Turbine Potsdam, Kopparbergs/Göteborg FC et Avaldsnes IL.

### Carrière internationale
Elle a représenté l'équipe nationale de Norvège différentes catégories jeunes (U17, U19, U20 et U23)
Le 27 octobre 2007, Mjelde fait sa première apparition en équipe A lors du match opposant la Norvège à la Russie et se concluant sur le score de 3 à 0, une victoire en faveur de la Norvège.
Elle participe au championnat d'Europe féminin de 2009 et Coupe du monde de 2011
Mjelde en devient la capitaine à partir du championnat d'Europe de 2013, dont la Norvège atteint la finale.

## Palmarès
- Finaliste du championnat d'Europe en 2013 avec l'équipe de Norvège
- Vainqueur du championnat d'Angleterre en 2021, 2022, 2023 et 2024 avec Chelsea
- Vainqueur de la FA Cup en 2023.

### Distinctions personnelles
- Membre de l'équipe type de WSL en 2020.